# 429 (số)
429 (bốn trăm hai mươi chín) là một số tự nhiên ngay sau 428 và ngay trước 430. 429 còn là hợp số thứ 8 trong 9 hợp số liên tiếp.429 có tổng các chữ số là 15.